# Isle of Wight Festival
Isle of Wight Festival je hudební festival, konaný na ostrově Isle of Wight v Anglii. První ročník se konal v roce 1968 a vystoupily na něm například skupiny Jefferson Airplane a The Move, druhý ročník se konal v roce 1969 a vystoupily na něm například Bob Dylan, The Nice nebo The Who, třetí ročník se konal v roce 1970 a vystoupily na něm například Mighty Baby, Ten Years After nebo Sly & the Family Stone. Od roku 2002 se koná každý rok.